# Basketball Champions League
La Basketball Champions League és una competició de basquetbol organitzada per FIBA Europa. La temporada 2016-2017 es va disputar la primera edició de la competició.
Tot i no ser la principal competició en el panorama basquetbolístic europeu, ja que l'Eurolliga és la màxima competició continental en importància, la FIBA tria el campió d'aquesta competició des de la seva creació, com a representant europeu per a la disputa de la Copa Intercontinental, a causa de l'escissió FIBA-Eurolliga que va tenir lloc el 2016.
El 30 d'abril de 2017 l'Iberostar Tenerife es va proclamar campió de la primera edició de la Basketball Champions League, en una final a quatre disputada a Tenerife.

## Historial
| Edició | Temp.   | Data | Guanyador                | Resultat | Finalista          | Seu                                 |       |
| ------ | ------- | ---- | ------------------------ | -------- | ------------------ | ----------------------------------- | ----- |
| I      | 2016–17 |      | Iberostar Tenerife       | 63–59    | Banvit             | Pavellíó Santiago Martín, La Laguna | [ 2 ] |
| II     | 2017–18 |      | AEK Atenes               | 100–94   | Monaco             |                                     |       |
| III    | 2018–19 |      | Segafredo Virtus Bologna | 73–61    | Iberostar Tenerife |                                     |       |
| IV     | 2019–20 |      | San Pablo Burgos         | 85–74    | AEK Atenes         |                                     |       |
| V      | 2020–21 |      | San Pablo Burgos         | 64-59    | Pınar Karşıyaka    |                                     |       |
| VI     | 2021–22 |      |                          |          |                    |                                     |       |